# Schio
Schio és un municipi italià, situat a la regió del Vèneto i a la província de Vicenza. L'any 2004 tenia 38.638 habitants.